# Ulzhan
Ulzhan is een Kazachs-Duits-Franse dramafilm uit 2007 onder regie van Volker Schlöndorff.

## Verhaal
Charles trekt almaar verder oostwaarts. Wanneer zijn wagen het begeeft in Kazachstan, gaat hij te voet verder. Hij voelt zich eenzaam in de Aziatische steppen, maar voor het eerst is hij ook echt gelukkig. Op zijn pad treft Charles verschillende personen, die hem willen helpen bij zijn zoektocht.

## Rolverdeling
- Philippe Torreton: Charles
- Ayanat Ksenbai: Ulzhan
- David Bennent: Shakuni
- Maximilien Muller: Eric
- Olga Landina: Olga